# Курковицы
Ку́рковицы  — деревня в Калитинском сельском поселении Волосовского района Ленинградской области.

## История
Упоминается как пустошь Kurkouitzl Öde в Зарецком погосте в шведских «Писцовых книгах Ижорской земли» 1618—1623 годов.
На карте Ингерманландии А. И. Бергенгейма, составленной по шведским материалам 1676 года, она обозначена как деревня Kurowitz.
На шведской «Генеральной карте провинции Ингерманландии» 1704 года — как Kurkuvitsa.
Деревня Курковицы упоминается на карте Санкт-Петербургской губернии Я. Ф. Шмидта 1770 года.
На карте Санкт-Петербургской губернии Ф. Ф. Шуберта 1834 года она обозначена как деревня Курховицы.

КУРКОВИЦЫ — деревня принадлежит Перевощиковой, статской советнице, число жителей по ревизии: 32 м. п., 48 ж. п. (1838 год)

В пояснительном тексте к этнографической карте Санкт-Петербургской губернии П. И. Кёппена 1849 года она записана как деревня Kurkowitz (Курковицы) и указано её население на 1848 год: савакотов — 8 м. п., 13 ж. п., всего 21 человек, а также указано, что в деревне есть ещё русское население.
На карте профессора С. С. Куторги 1852 года деревня обозначена как Новые Курковицы.

КУРКОВИЦЫ — деревня господина Афанасьева, по просёлочной дороге, число дворов — 13, число душ — 25 м. п. (1856 год)

КУРКОВИЦЫ — мыза владельческая при колодце, число дворов — 2, число жителей: 6 м. п., 6 ж. п.

КУРКОВИЦЫ — деревня владельческая при колодце, по правую сторону просёлочной дороги от с. Рожествена к казённой Изварской лесной даче, число дворов — 12, число жителей: 25 м. п., 30 ж. п. (1862 год)

Согласно «Историческому атласу Санкт-Петербургской Губернии» 1863 года в деревне Курковицы находился Лазарет.

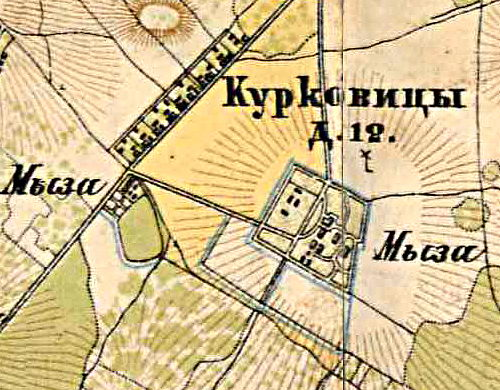
План деревни Курковицы. 1885 год

В 1885 году деревня насчитывала 12 крестьянских дворов. В деревне находились две мызы и ветряная мельница.
Согласно материалам по статистике народного хозяйства Царскосельского уезда 1888 года мыза Курковицы площадью 285 десятин принадлежала учёному управляющему А. И. Куклину, мыза была приобретена в 1882 году за 16 000 рублей; вторая мыза при деревне Курковицы — Марьино, площадью 161 десятина принадлежала отставному писарю Е. Ф. Бабанову, мыза была приобретена в 1875 году за 5000 рублей.
В конце XIX — начале XX века Курковицы административно относились к Сосницкой волости 2-го стана Царскосельского уезда Санкт-Петербургской губернии.
По данным «Памятной книжки Санкт-Петербургской губернии» за 1905 год мыза Курковицы площадью 285 десятин принадлежала наследникам потомственного дворянина Евгения Николаевича Деппа.
К 1913 году количество дворов в деревне увеличилось до 19.
В 1917 году деревня Курковицы входила в состав Сосницкой волости Царскосельского уезда
С 1917 по 1922 год деревня Курковицы входила в состав Холоповицкого сельсовета Калитинской волости Детскосельского уезда.
С 1923 года в составе Калитинского сельсовета Венгиссаровской волости Троцкого уезда.
Согласно данным переписи населения СССР 1926 года в деревне Курковицы проживали 114 человек, большинство русские, а также финны и эстонцы.
С 1927 года в составе Волосовского района.
По данным 1933 года деревня Курковицы являлась административным центром Калитинского сельсовета Волосовского района в который входили 8 населённых пунктов: деревни Курковицы, Калитино, Озёра, Пятая Гора, Новые Раглицы, Старые Раглицы, Холоповицы и хутор Эстонское Курковицы, общей численностью населения 1998 человек.

План деревни Курковицы. 1934 год

Согласно топографической карте 1934 года деревня насчитывала 19 дворов, в деревне была ветряная мельница.
По данным 1936 года в состав Калитинского сельсовета входили 13 населённых пунктов, 456 хозяйств и 12 колхозов.
C 1 августа 1941 года по 31 декабря 1943 года деревня находилась в оккупации.
С 1963 года в составе Кингисеппского района.
С 1965 года вновь в составе Волосовского района. В 1965 году население деревни Курковицы составляло 524 человека.
По данным 1966 и 1973 годов деревня Курковицы также находилась в составе Калитинского сельсовета и являлась его административным центром.
По данным 1990 года деревня Курковицы являлась административным центром Калитинского сельсовета, в который входил 21 населённый пункт: деревни Арбонье, Большое Кикерино,  Глумицы, Донцо, Калитино, Курковицы, Каргалоза, Липовая Гора, Лисино, Малое Заречье, Малое Кикерино, Новые Раглицы, Пятая Гора, Роговицы, Село, Старые Раглицы, Холоповицы, Эдази, посёлки Восемьдесят Первый Километр, Калитино, Отделение Совхоза «Кикерино», общей численностью населения 4137 человек. Население деревни Курковицы составляло 1245 человек.
В 1997 году в деревне Курковицы проживали 1276 человек, деревня относилась к Калитинской волости и была её административным центром, в 2002 году — 1334 человек (русские — 88 %), в 2007 году — 1331 человек.
По данным 2007 года административным центром Калитинского сельского поселения являлся посёлок Калитино.

## География
Деревня расположена в восточной части района на автодороге 41А-003 (Кемполово — Выра — Шапки).
Расстояние до административного центра поселения — 1,5 км. Расстояние до районного центра — 15 км.
Расстояние до ближайшей железнодорожной станции Кикерино — 5 км.

## Демография
| 1862 | 2002  | 2007  | 2010  | 2017  |
| ---- | ----- | ----- | ----- | ----- |
| 67   | ↗1334 | ↘1331 | ↗1378 | ↗1408 |

### Национальный состав
Согласно данным Всероссийской переписи населения 2021 года в деревне проживали 1340 человек, из них:
 русские — 1114, азербайджанцы — 27, аварцы — 3, белорусы — 3, украинцы — 3, финны — 2, литовцы — 1, татары — 1, другие национальности — 16 человек, остальные национальность не указали.

## Достопримечательности
- Древнерусский жальничный могильник[32]
- Богородицкий Пятогорский женский монастырь

## Улицы
Второй квартал, Губинская, Звёздная.

## Садоводства
Апрель.